# Bisnode
Die Bisnode AB ist ein großer europäischer Anbieter für digitale Wirtschaftsinformationen und Data & Analytics im Bereich B2C und B2B. Das Unternehmen hat seinen Sitz in Stockholm und ist mit Tochterunternehmen in 19 europäischen Ländern vertreten.
Das Portfolio umfasst unter anderem Kreditauskünfte, Informationen über Unternehmen und Verbraucher, sowie Marketingwerkzeuge und Informationen für den allgemeinen B2B- und B2C-Markt. In Deutschland hat Bisnode im Jahr 2013 seine vormaligen Tochterfirmen/-marken Hoppenstedt (Unternehmensinformationen, Kreditauskünfte, Fachzeitschriften) und Dun & Bradstreet (Bonitäts- und Risikoauskünfte) auf die Muttermarke verschmolzen und tritt nach eigener Aussage nur noch unter der Marke Bisnode auf. Nur der Hoppenstedt Aktienführer wird unter seinem eingeführten Namen vertrieben.

## Geschichte
Bisnodes Wurzeln reichen zurück bis ins Jahr 1895. Damals erschien der erste schwedische Handelskalender und Bonnier startete mit dem Geschäftsmodell Wirtschafts- und Unternehmensinformationen. Das zu Bonnier gehörende Unternehmen Affärsdata startete 1982 mit der Veröffentlichung von digitalen Wirtschaftsinformationen. Das Geschäftsmodell erwies sich als erfolgreich und wurde weiter ausgebaut. Als neu gegründetes Tochterunternehmen von Bonnier startete Bonnier Business Information die Expansion im Markt für digitale Wirtschaftsinformation. In der ersten Hälfte der neunziger Jahre expandierte das Unternehmen sehr stark, nicht zuletzt durch mehrere Übernahmen. Der Spezialisierung auf Wirtschaftsinformationen wurde mit Ausgliederung und Umbenennung in Bonnier Affärsinformationen (BAF), 1999, Rechnung getragen. Im September 2005 verschmolzen BAF und das sich im Besitz der Ratos Gruppe befindende Unternehmen Infodata. Im März 2006 firmiert die Gesellschaft in Bisnode um. Im Mai 2007 wird die WDM-Gruppe übernommen, im Dezember 2008 die Wer liefert was?-Gruppe. Ende August 2009 gibt Bisnode den Verkauf seiner Tochterfirmen in Großbritannien und der Republik Irland an D&B UK bekannt. Im Jahr 2012 verkaufte die Gruppe in Deutschland die Wer liefert was?-Gruppe, das ABC der deutschen Wirtschaft sowie den Fachzeitschriftenverlag Hoppenstedt Publishing.
Unter CEO Lars Pettersson begann 2012 ein umfangreiches Programm zur Neuausrichtung der Unternehmensgruppe. In allen europäischen Ländern ersetzte Bisnode seine lokalen Marken durch einen einheitlichen Markenauftritt und unterstreicht damit seine europäische Ausrichtung und das internationale Leistungsspektrum der Gruppe.
Im Juni 2015 wurde Magnus Silfverberg, ehemaliger Chief Executive Officer (CEO) des Betssnon Unternehmens, zum neuen CEO der Bisnode AB.
Im Jahr 2017 akquiriert Bisnode den Full-Service Marketingdienstleister Global Group Dialog Solutions AG, welcher wenig später in die Bisnode Marketing GmbH firmiert wird. Seit 2019 ist die Global Group vollständig in die Bisnode Deutschland GmbH integriert.

## Bisnode in Deutschland
In Deutschland umfasst das Portfolio neben den B2B-Produkten der ehemaligen Marken D&B und Hoppenstedt vor allem Produkte in den Bereichen Data & Analytics für B2B und B2C. Bisnode ist der größte strategische Partner von Dun & Bradstreet (D&B), einem globalen Anbieter von Wirtschaftsinformationen. Mittlerweile verfügt das Unternehmen Bisnode unter anderem über umfassende Daten zu mehr als 5,7 Millionen deutschen und 130 Millionen europäischen Firmen sowie über das D&B Worldwide Network zu über 312 Millionen Unternehmen weltweit.

## Wirtschaftliche Kennzahlen
Die Bisnode-Gruppe erwirtschaftet im Geschäftsjahr 2018 einen Umsatz von 3,7 Milliarden Schwedischen Kronen und einen Gewinn vor Zinsen, Steuern und Abschreibungen von 608 Millionen Schwedische Kronen (EBITDA). Das Unternehmen beschäftigt 2.100 Mitarbeiter in 19 Ländern. Das Deutschlandgeschäft von Bisnode wird von der Bisnode Deutschland GmbH in Darmstadt gesteuert. Dirk Radetzki ist als Regional Director DACH für die geschäftlichen Aktivitäten von Bisnode Deutschland verantwortlich. Insgesamt beschäftigt Bisnode in Deutschland über 370 Mitarbeiter an den Standorten Darmstadt, Hamburg, Düsseldorf, München und Freiburg und erzielte (2012) einen Umsatz von knapp 80 Millionen Euro.

## Wesentliche Produkte
- Unternehmensdatenbanken
- Adressverkauf
- Bonitätsauskünfte
- Compliance
- Kreditinformationen
- Risikomanagement
- Risikomonitoring
- Geldwäscheprävention
- Stammdatenmanagement
- Marketing Solutions
- Analytical Insights
- Master Data Management
- Kampagnenmanagement und -umsetzung
- Neukundengewinnung, Bestandskundenmanagement oder E-Commerce[13][17]

## Deutsche Tochterunternehmen
- Bisnode Deutschland GmbH (100 %) – zentrale deutsche Gesellschaft
- Bisnode D&B GmbH (100 %)